# Ashley Richardson
Ashley Richardson (Sudbury, Massachusetts, 1965) também conhecida por Ashley Montana, é uma supermodelo norte-americana.
Ilustrou várias capas de revista, entre as quais sete vezes a Elle e duas a Cosmopolitan. Também ilustrou por seis vezes (1989, 1990, 1991 (capa), 1992, 1993, e 1995) as páginas da Sports Illustrated Swimsuit Issue.
Foi casada com com Paul Montana. Página visitada em 11 de fevereiro de 2010, daí o fato de ser também conhecida por Ashley Montana. No entanto o casamento terminou em divórcio dois anos depois e Ashley recuperou o seu apelido de solteira.